# Masters de Augusta 1999
El Masters de Augusta 1999 fue el 63.er The Masters, celebrado del 8 al 11 de abril en el Augusta National Golf Club en Augusta, Georgia. José María Olazábal ganó su segunda chaqueta verde, con dos golpes por delante del subcampeón Davis Love III y tres golpes por delante de Greg Norman, quien experimentó otra decepcionante vuelta de nueve hoyos en Augusta.

## Campo
El campo del Augusta National Golf Club antes de convertirse en un campo de golf fue un vivero de plantas, por lo que cada hoyo en el campo lleva el nombre del árbol o arbusto con el que se ha asociado. Varios de los hoyos de los primeros nueve han sido renombrados, así como el hoyo 11.
| Hole               | 1   | 2   | 3   | 4   | 5   | 6   | 7   | 8   | 9   | Ida   | 10  | 11  | 12  | 13  | 14  | 15  | 16  | 17  | 18  | Vuelta | Total       |
| ------------------ | --- | --- | --- | --- | --- | --- | --- | --- | --- | ----- | --- | --- | --- | --- | --- | --- | --- | --- | --- | ------ | ----------- |
| Longitud en yardas | 445 | 575 | 350 | 240 | 495 | 180 | 450 | 570 | 460 | 3,765 | 495 | 505 | 155 | 510 | 440 | 530 | 170 | 440 | 465 | 3,929  | 7,685/7,652 |
| Par                | 4   | 5   | 4   | 3   | 4   | 3   | 4   | 5   | 4   | 36    | 4   | 4   | 3   | 5   | 4   | 5   | 3   | 4   | 4   | 36     | 72          |

## Jugadores participantes
1. Ganadores del Masters 
| - Tommy Aaron - Seve Ballesteros - Gay Brewer - Billy Casper - Charles Coody - Fred Couples - Ben Crenshaw | - Nick Faldo - Raymond Floyd - Doug Ford - Bernhard Langer - Sandy Lyle - Larry Mize - José María Olazábal | - Mark O'Meara - Arnold Palmer - Craig Stadler - Tom Watson - Tiger Woods - Ian Woosnam - Fuzzy Zoeller |

- No participaron George Archer, Jack Burke Jr., Bob Goalby, Herman Keiser, Byron Nelson, Jack Nicklaus, Gene Sarazen, Sam Snead, and Art Wall Jr..

2. Ganadores del Abierto de los Estados Unidos 2021 (golf) (últimos 5 años)
| - Ernie Els - Lee Janzen - Steve Jones - Corey Pavin |

3. Ganadores del Abierto Británico de Golf (últimos 5 años)
| - John Daly - Tom Lehman - Justin Leonard - Nick Price |

4. Ganadores del Campeonato de la PGA (últimos 5 años)
| - Mark Brooks - Steve Elkington - Davis Love III - Vijay Singh |

5. Ganadores del The Players Championship (últimos 3 años)
- David Duval

6. 2 mejores amateurs del circuito amateur norteamericano 
- Hank Kuehne
- Tom McKnight

7. Ganador del The Amateur Championship 
- Sergio García

8. Ganador del U.S. Amateur Public Links
- Trevor Immelman

9. Ganador del U.S. Mid-Amateur 
- Spider Miller

10. 24 mejores jugadores del Masters 1998 
| - Paul Azinger - Mark Calcavecchia - Stewart Cink - Darren Clarke | - Jim Furyk - Jay Haas - Scott Hoch - John Huston | - Per-Ulrik Johansson - Matt Kuchar - Jeff Maggert - Scott McCarron | - Phil Mickelson - Colin Montgomerie - David Toms - Willie Wood |

11. 16 mejores clasificados del Abierto de Estados Unidos 1998 
| - Stuart Appleby - Jesper Parnevik - Jeff Sluman - Payne Stewart | - Steve Stricker - Bob Tway - Lee Westwood (15,16) |

12. 8 mejores clasificados en el PGA Championship 1998
- Frank Lickliter
- Billy Mayfair

13.Ganadores del PGA Tour desde el masters anterior
| - Billy Andrade - Olin Browne - Brandel Chamblee - John Cook - Trevor Dodds - Joe Durant - Fred Funk | - J. P. Hayes - Tim Herron - Gabriel Hjertstedt - Rocco Mediate - Steve Pate - Chris Perry - Hal Sutton |

14. 30 jugadores con mayores ganancias en el PGA tour 1998
- Glen Day
- Bob Estes
- Andrew Magee
- Scott Verplank

15. Los 50 mejores jugadores del Ranking Mundial Oficial de Golf 
| - Thomas Bjørn - Brad Faxon - Carlos Franco - Bill Glasson - Brandt Jobe | - Shigeki Maruyama - Greg Norman - Masashi Ozaki - Loren Roberts - Brian Watts |

16. Los 50 mejores jugadores del Ranking Mundial Oficial de Golf publicado el 7 de marzo
- Craig Parry

17. Invitaciones espaciales a jugadores extranjeros
- Miguel Ángel Jiménez
- Patrik Sjöland

## Resúmenes de las rondas

### Primera ronda
Jueves, 8 de abril de 1999
Viernes, 9 de abril de 1999
La primera ronda se suspendió por la oscuridad debido a retrasos por lluvia anteriores y se completó al día siguiente.
| Puesto | Jugador             | País           | Golpes | Al par |
| ------ | ------------------- | -------------- | ------ | ------ |
| T1     | Brandel Chamblee    | Estados Unidos | 69     | −3     |
| T1     | Davis Love III      | Estados Unidos | 69     | −3     |
| T1     | Scott McCarron      | Estados Unidos | 69     | −3     |
| T1     | Nick Price          | Zimbabue       | 69     | −3     |
| T5     | Lee Janzen          | Estados Unidos | 70     | −2     |
| T5     | Justin Leonard      | Estados Unidos | 70     | −2     |
| T5     | Andrew Magee        | Estados Unidos | 70     | −2     |
| T5     | Colin Montgomerie   | Escocia        | 70     | −2     |
| T5     | José María Olazábal | España         | 70     | −2     |
| T5     | Mark O'Meara        | Estados Unidos | 70     | −2     |
| T5     | Jeff Sluman         | Estados Unidos | 70     | −2     |

### Segunda ronda
Viernes,9 de abril de 1999
| Puesto | Jugador             | País           | Golpes    | Al par |
| ------ | ------------------- | -------------- | --------- | ------ |
| 1      | José María Olazábal | España         | 70-66=136 | −8     |
| 2      | Scott McCarron      | Estados Unidos | 69-68=137 | −7     |
| T3     | Lee Janzen          | Estados Unidos | 70-69=139 | −5     |
| T3     | Greg Norman         | Australia      | 71-68=139 | −5     |
| T5     | Davis Love III      | Estados Unidos | 69-72=141 | −3     |
| T5     | Nick Price          | Zimbabue       | 69-72=141 | −3     |
| T7     | Brandel Chamblee    | Estados Unidos | 69-73=142 | −2     |
| T7     | Steve Elkington     | Australia      | 72-70=142 | −2     |
| T7     | Bill Glasson        | Estados Unidos | 72-70=142 | −2     |
| T7     | Justin Leonard      | Estados Unidos | 70-72=142 | −2     |
| T7     | Bernhard Langer     | Alemania       | 76-66=142 | −2     |
| T7     | Colin Montgomerie   | Escocia        | 70-72=142 | −2     |

Amateurs: García (+3), McKnight (+3), Immelman (+4), Kuchar (+4), Kuehne (+8), Miller (+18).

### Tercera ronda
Sabado, 10 de abril de 1999
| Puesto | Jugador             | País           | Golpes       | Al par |
| ------ | ------------------- | -------------- | ------------ | ------ |
| 1      | José María Olazábal | España         | 70-66-73=209 | −7     |
| 2      | Greg Norman         | Australia      | 71-68-71=210 | −6     |
| T3     | Davis Love III      | Estados Unidos | 69-72-70=211 | −5     |
| T3     | Steve Pate          | Estados Unidos | 71-75-65=211 | −5     |
| T5     | Ernie Els           | Sudáfrica      | 71-72-69=212 | −4     |
| T5     | Bob Estes           | Estados Unidos | 71-72-69=212 | −4     |
| T5     | Carlos Franco       | Paraguay       | 72-72-68=212 | −4     |
| T5     | Lee Janzen          | Estados Unidos | 70-69-73=212 | −4     |
| T9     | Steve Elkington     | Australia      | 72-70-71=213 | −3     |
| T9     | Scott McCarron      | Estados Unidos | 69-68-76=213 | −3     |
| T9     | Colin Montgomerie   | Escocia        | 70-72-71=213 | −3     |
| T9     | Nick Price          | Zimbabue       | 69-72-72=213 | −3     |

### Ronda final
Domingo, 11 de abril de 1999

#### Clasificación final
| Ganador              |
| Mejor amateur        |
| (a) = amateur        |
| (c) = pasado campeón |

| Puesto | Jugador                 | Golpes          | Al par | Bolsa US$ |
| ------ | ----------------------- | --------------- | ------ | --------- |
| 1      | José María Olazábal (c) | 70-66-73-71=280 | −8     | 720,000   |
| 2      | Davis Love III          | 69-72-70-71=282 | −6     | 432,000   |
| 3      | Greg Norman             | 71-68-71-73=283 | −5     | 272,000   |
| T4     | Bob Estes               | 71-72-69-72=284 | −4     | 176,000   |
| T4     | Steve Pate              | 71-75-65-73=284 | −4     | 176,000   |
| T6     | David Duval             | 71-74-70-70=285 | −3     | 125,200   |
| T6     | Carlos Franco           | 72-72-68-73=285 | −3     | 125,200   |
| T6     | Phil Mickelson          | 74-69-71-71=285 | −3     | 125,200   |
| T6     | Nick Price              | 69-72-72-72=285 | −3     | 125,200   |
| T6     | Lee Westwood            | 75-71-68-71=285 | −3     | 125,200   |

| Clasificación completa | Clasificación completa                                                                   | Clasificación completa | Clasificación completa | Clasificación completa | Clasificación completa |
| Place                  | Player                                                                                   | Score                  | To par                 | Money ($)              |                        |
| ---------------------- | ---------------------------------------------------------------------------------------- | ---------------------- | ---------------------- | ---------------------- | ---------------------- |
| T11                    | Steve Elkington                                                                          | 72-70-71-74=287        | −1                     | 92,000                 |                        |
| T11                    | Bernhard Langer (c)                                                                      | 76-66-72-73=287        | −1                     | 92,000                 |                        |
| T11                    | Colin Montgomerie                                                                        | 70-72-71-74=287        | −1                     | 92,000                 |                        |
| T14                    | Jim Furyk                                                                                | 72-73-70-73=288        | E                      | 70,000                 |                        |
| T14                    | Lee Janzen                                                                               | 70-69-73-76=288        | E                      | 70,000                 |                        |
| T14                    | Brandt Jobe                                                                              | 72-71-74-71=288        | E                      | 70,000                 |                        |
| T14                    | Ian Woosnam (c)                                                                          | 71-74-71-72=288        | E                      | 70,000                 |                        |
| T18                    | Brandel Chamblee                                                                         | 69-73-75-72=289        | +1                     | 52,160                 |                        |
| T18                    | Bill Glasson                                                                             | 72-70-73-74=289        | +1                     | 52,160                 |                        |
| T18                    | Justin Leonard                                                                           | 70-72-73-74=289        | +1                     | 52,160                 |                        |
| T18                    | Scott McCarron                                                                           | 69-68-76-76=289        | +1                     | 52,160                 |                        |
| T18                    | Tiger Woods (c)                                                                          | 72-72-70-75=289        | +1                     | 52,160                 |                        |
| 23                     | Larry Mize (c)                                                                           | 76-70-72-72=290        | +2                     | 41,600                 |                        |
| T24                    | Brad Faxon                                                                               | 74-73-68-76=291        | +3                     | 35,200                 |                        |
| T24                    | Per-Ulrik Johansson                                                                      | 75-72-71-73=291        | +3                     | 35,200                 |                        |
| T24                    | Vijay Singh                                                                              | 72-76-71-72=291        | +3                     | 35,200                 |                        |
| T27                    | Stewart Cink                                                                             | 74-70-71-77=292        | +4                     | 29,000                 |                        |
| T27                    | Fred Couples (c)                                                                         | 74-71-76-71=292        | +4                     | 29,000                 |                        |
| T27                    | Ernie Els                                                                                | 71-72-69-80=292        | +4                     | 29,000                 |                        |
| T27                    | Rocco Mediate                                                                            | 73-74-69-76=292        | +4                     | 29,000                 |                        |
| T31                    | Tom Lehman                                                                               | 73-72-73-75=293        | +5                     | 23,720                 |                        |
| T31                    | [[Archivo:{{{bandera alias-1947}}}\|20x20px\|border\|Bandera de Japón]] Shigeki Maruyama | 78-70-71-74=293        | +5                     | 23,720                 |                        |
| T31                    | Mark O'Meara (c)                                                                         | 70-76-69-78=293        | +5                     | 23,720                 |                        |
| T31                    | Jeff Sluman                                                                              | 70-75-70-78=293        | +5                     | 23,720                 |                        |
| T31                    | Brian Watts                                                                              | 73-73-70-77=293        | +5                     | 23,720                 |                        |
| T36                    | John Huston                                                                              | 74-72-71-77=294        | +6                     | 20,100                 |                        |
| T36                    | Andrew Magee                                                                             | 70-77-72-75=294        | +6                     | 20,100                 |                        |
| T38                    | Billy Andrade                                                                            | 76-72-72-75=295        | +7                     | 17,200                 |                        |
| T38                    | Mark Brooks                                                                              | 76-72-75-72=295        | +7                     | 17,200                 |                        |
| T38                    | Raymond Floyd (c)                                                                        | 74-73-72-76=295        | +7                     | 17,200                 |                        |
| T38                    | Sergio García (a)                                                                        | 72-75-75-73=295        | +7                     | 0                      |                        |
| T38                    | Craig Stadler (c)                                                                        | 72-76-70-77=295        | +7                     | 17,200                 |                        |
| T38                    | Steve Stricker                                                                           | 75-72-69-79=295        | +7                     | 17,200                 |                        |
| T44                    | Jay Haas                                                                                 | 74-69-79-75=297        | +9                     | 14,000                 |                        |
| T44                    | Tim Herron                                                                               | 75-69-74-79=297        | +9                     | 14,000                 |                        |
| T44                    | Scott Hoch                                                                               | 75-73-70-79=297        | +9                     | 14,000                 |                        |
| T44                    | Tom McKnight (a)                                                                         | 73-74-73-77=297        | +9                     | 0                      |                        |
| T48                    | Sandy Lyle (c)                                                                           | 71-77-70-80=298        | +10                    | 12,000                 |                        |
| T48                    | Craig Parry                                                                              | 75-73-73-77=298        | +10                    | 12,000                 |                        |
| T50                    | Matt Kuchar (a)                                                                          | 77-71-73-78=299        | +11                    | 0                      |                        |
| T50                    | Chris Perry                                                                              | 73-72-74-80=299        | +11                    | 10,960                 |                        |
| T52                    | Olin Browne                                                                              | 74-74-72-80=300        | +12                    | 9,980                  |                        |
| T52                    | John Daly                                                                                | 72-76-71-81=300        | +12                    | 9,980                  |                        |
| T52                    | Payne Stewart                                                                            | 73-75-77-75=300        | +12                    | 9,980                  |                        |
| T52                    | Bob Tway                                                                                 | 75-73-78-74=300        | +12                    | 9,980                  |                        |
| 56                     | Trevor Immelman (a)                                                                      | 72-76-78-79=305        | +17                    | 0                      |                        |
| CUT                    | Thomas Bjørn                                                                             | 76-73=149              | +5                     |                        |                        |
| CUT                    | Fred Funk                                                                                | 76-73=149              | +5                     |                        |                        |
| CUT                    | Miguel Ángel Jiménez                                                                     | 72-77=149              | +5                     |                        |                        |
| CUT                    | Frank Lickliter                                                                          | 72-77=149              | +5                     |                        |                        |
| CUT                    | Fuzzy Zoeller (c)                                                                        | 72-77=149              | +5                     |                        |                        |
| CUT                    | Stuart Appleby                                                                           | 73-77=150              | +6                     |                        |                        |
| CUT                    | John Cook                                                                                | 76-74=150              | +6                     |                        |                        |
| CUT                    | J. P. Hayes                                                                              | 76-74=150              | +6                     |                        |                        |
| CUT                    | [[Archivo:{{{bandera alias-1947}}}\|20x20px\|border\|Bandera de Japón]] Masashi Ozaki    | 71-79=150              | +6                     |                        |                        |
| CUT                    | Charles Coody (c)                                                                        | 77-74=151              | +7                     |                        |                        |
| CUT                    | Jesper Parnevik                                                                          | 74-77=151              | +7                     |                        |                        |
| CUT                    | Patrik Sjöland                                                                           | 76-75=151              | +7                     |                        |                        |
| CUT                    | Tom Watson (c)                                                                           | 74-77=151              | +7                     |                        |                        |
| CUT                    | Willie Wood                                                                              | 79-72=151              | +7                     |                        |                        |
| CUT                    | Paul Azinger                                                                             | 74-78=152              | +8                     |                        |                        |
| CUT                    | Mark Calcavecchia                                                                        | 75-77=152              | +8                     |                        |                        |
| CUT                    | Gabriel Hjertstedt                                                                       | 74-78=152              | +8                     |                        |                        |
| CUT                    | Hank Kuehne (a)                                                                          | 74-78=152              | +8                     |                        |                        |
| CUT                    | Loren Roberts                                                                            | 76-76=152              | +8                     |                        |                        |
| CUT                    | Darren Clarke                                                                            | 75-78=153              | +9                     |                        |                        |
| CUT                    | Ben Crenshaw (c)                                                                         | 74-79=153              | +9                     |                        |                        |
| CUT                    | Nick Faldo (c)                                                                           | 80-73=153              | +9                     |                        |                        |
| CUT                    | Billy Mayfair                                                                            | 78-75=153              | +9                     |                        |                        |
| CUT                    | Corey Pavin                                                                              | 75-78=153              | +9                     |                        |                        |
| CUT                    | Jeff Maggert                                                                             | 78-76=154              | +10                    |                        |                        |
| CUT                    | David Toms                                                                               | 78-76=154              | +10                    |                        |                        |
| CUT                    | Scott Verplank                                                                           | 78-76=154              | +10                    |                        |                        |
| CUT                    | Glen Day                                                                                 | 78-77=155              | +11                    |                        |                        |
| CUT                    | Trevor Dodds                                                                             | 78-77=155              | +11                    |                        |                        |
| CUT                    | Hal Sutton                                                                               | 79-76=155              | +11                    |                        |                        |
| CUT                    | Seve Ballesteros (c)                                                                     | 78-78=156              | +12                    |                        |                        |
| CUT                    | Steve Jones                                                                              | 77-79=156              | +12                    |                        |                        |
| CUT                    | Gary Player (c)                                                                          | 79-79=158              | +14                    |                        |                        |
| CUT                    | Tommy Aaron (c)                                                                          | 77-82=159              | +15                    |                        |                        |
| CUT                    | Arnold Palmer (c)                                                                        | 83-78=161              | +17                    |                        |                        |
| CUT                    | Spider Miller (a)                                                                        | 81-81=162              | +18                    |                        |                        |
| CUT                    | Joe Durant                                                                               | 87-79=166              | +22                    |                        |                        |
| WD                     | Gay Brewer (c)                                                                           | 80                     | +8                     |                        |                        |
| WD                     | Billy Casper (c)                                                                         | 86                     | +14                    |                        |                        |
| WD                     | Doug Ford (c)                                                                            | 88                     | +16                    |                        |                        |

Referencias:

#### tabla de clasificación
Ronda final
| Hoyo      | 1  | 2  | 3  | 4  | 5  | 6  | 7  | 8  | 9  | 10 | 11 | 12 | 13 | 14 | 15 | 16 | 17 | 18 |
| --------- | -- | -- | -- | -- | -- | -- | -- | -- | -- | -- | -- | -- | -- | -- | -- | -- | -- | -- |
| Par       | 4  | 5  | 4  | 3  | 4  | 3  | 4  | 5  | 4  | 4  | 4  | 3  | 5  | 4  | 5  | 3  | 4  | 4  |
| Olazábal  | −7 | −7 | −6 | −5 | −4 | −5 | −5 | −5 | −5 | −6 | −6 | −6 | −7 | −7 | −7 | −8 | −8 | −8 |
| Love III  | −5 | −5 | −4 | −3 | −3 | −3 | −4 | −4 | −5 | −5 | −5 | −5 | −5 | −5 | −5 | −6 | −6 | −6 |
| Norman    | −6 | −6 | −5 | −5 | −4 | −4 | −4 | −5 | −5 | −5 | −6 | −5 | −7 | −6 | −5 | −5 | −5 | −5 |
| Estes     | −4 | −4 | −3 | −3 | −3 | −3 | −3 | −4 | −5 | −5 | −4 | −4 | −4 | −4 | −4 | −4 | −4 | −4 |
| Pate      | −5 | −5 | −5 | −5 | −5 | −5 | −5 | −5 | −5 | −5 | −4 | −4 | −5 | −5 | −6 | −5 | −4 | −4 |
| Duval     | −1 | −3 | −2 | −2 | −2 | −2 | −3 | −4 | −4 | −5 | −3 | −3 | −4 | −3 | −4 | −3 | −2 | −3 |
| Franco    | −3 | −4 | −4 | −4 | −3 | −3 | −3 | −3 | −3 | −3 | −3 | −2 | −3 | −2 | −3 | −3 | −3 | −3 |
| Mickelson | −2 | −1 | E  | E  | +2 | +2 | +1 | E  | −1 | −1 | E  | +1 | −1 | −1 | −2 | −2 | −2 | −3 |
| Price     | −4 | −4 | −3 | −3 | −3 | −2 | −3 | −3 | −2 | −2 | −2 | −2 | −2 | −3 | −3 | −3 | −3 | −3 |
| Westwood  | −2 | −3 | −2 | −3 | −4 | −4 | −5 | −5 | −5 | −4 | −2 | −1 | −2 | −2 | −3 | −3 | −3 | −3 |

Puntajes acumulados del torneo, en relación con el par
|  | Eagle |  | Birdie |  | Bogey |  | Doble bogey |
Fuentes: